# Пилот (Досије икс)
„Пилот” (енгл. Pilot) је пилот епизода научнофантастичне телевизијске серије Досије Икс. Епизода је емитована 10. септембра 1993. на телевизијској мрежи Фокс у Сједињеним Државама и Канади, а затим је емитована у Уједињеном Краљевству на каналу BBC Two. Епизоду је написао креатор серије Крис Картер, а режирао Роберт Мендел. Као пилот епизода, поставила је митологију приче за серију. Епизода је добила Нилсенову оцену 7,9 и погледало ју је 7,4 милиона домаћинстава и 12 милиона гледалаца. Сама епизода је генерално била добро прихваћена од стране фанова и критичара, што је довело до растућег култа серије и пре него што је прешла у мејнстрим.
Пилот епизода је представила Фокса Молдера и Дејну Скали, које су тумачили Дејвид Дукавни и Џилијан Андерсон. У епизоди су се такође појавили Вилијам Б. Дејвис, Чарлс Чиофи и Закари Енсли у улогама Пушача, Скота Блевинса и Билија Мајлса. Епизода прати агенте ФБИ-а Молдера и Скали на њиховом првом заједничком случају из Досијеа икс, који истражују низ смрти за које Молдер верује да су експерименти ванземаљске интелигенције .
Инспирисан Колчаком: Ноћним вребачем, серију је осмислио Картер у покушају да „преплаши људе”. Када је стварао ликове Молдера и Скали, Картер је одлучио да игра против устаљених стереотипа, чинећи мушки лик верником, а женски скептиком, пошто је потоња улога традиционално била мушка на телевизији. Главно снимање епизоде „Пилот” одвијало четрнаест дана током марта 1993; уз буџет од 2 милиона америчких долара, сцене су снимљене у Ванкуверу и околини. Ванкувер је остао простор за снимање у наредних пет година, док се продукција преселила у Лос Анђелес од почетка шесте сезоне по жељи Дуковнија.

## Радња
Изван града Белефлер у Орегону, тинејџерка Карен Свенсон је виђена како бежи кроз шуму ноћу. Када падне, приближава јој се тамна фигура и обоје су обавијени светлошћу. Њено тело касније проналазе детективи из Белфлера, док се на њеном доњем делу леђа примећују две ознаке.
Касније, у Вашингтону, специјални агент ФБИ-а Дејна Скали (Џилијан Андерсон) је позвана на састанак са шефом одељења Скотом Блевинсом (Чарлс Чифи) и наизглед анонимним званичником, Пушачем (Вилијам Б. Дејвис). Додељено јој је да ради са специјалним агентом Фоксом Молдером (Дејвид Дукавни) на Досијеима икс, опскурном делу ФБИ-а који покрива необјашњиве појаве. Њој непознато, Блевинс је доделио Скали прикривену улогу како би искористио њено научно знање у разоткривању Молдеровог рада.
Скали се представља Молдеру, који јој показује доказе из случаја Свенсон. Он напомиње да је она била четврти ђак свог средњошколског разреда који је умро под мистериозним околностима. Он такође примећује непознато органско једињење пронађено у ткиву које окружује трагове на њеном телу, као и сличности између њене смрти и других из целе земље. Молдер верује да је њена смрт последица ванземаљских активности. Међутим, скептична Скали изражава неверицу у Молдерову теорију.
Када Молдеров и Скалин авион лети изнад Белфлера, наилази на необјашњиву турбуленцију. Док се возе шумом у близини града, њихов аутомобилски радио се поквари; Молдер обележава место овог догађаја тако што је спрејом исцртао „X” на путу. Молдер организује ексхумацију треће жртве, Реја Соумса, упркос протестима др Џеја Немана, окружног медицинског истражитеља. Када се Соумсов ковчег отвори, унутра се нађе исушено тело, за које Скали закључује да није Соумс, већ вероватно орангутан. Она проналази сиви метални имплантат у носној шупљини тела.
Молдер и Скали посећују психијатријску болницу у којој је Соумс био смештен пре смрти и упознају двоје Соумсових бивших другова из разреда — коматозног Билија Мајлса (Закари Енсли) и Пеги О’Дел у инвалидским колицима. О’Делова има крварење из носа током посете агената и види се да има трагове сличне Свенсоновим. Изван болнице, Молдер објашњава Скали да верује да су Мајлс и О’Делова жртве отмице ванземаљаца.
Те ноћи, агенти истражују шуму; Скали открива чудан пепео на тлу, што је наводи на сумњу на активност неког култа. Међутим, долази локални детектив и наређује им да оду. Возећи се назад до свог мотела, Молдер и Скали наилазе на јак бљесак светлости и њихов аутомобил губи снагу, на истом месту где је Молдер раније спрејом означио „Х”. Молдер схвата да је девет минута нестало након бљеска, феномена који су пријавили отети од стране ванземаљаца.
У мотелу, Молдер каже Скали да је његова сестра Саманта изненада нестала када је он имао дванаест година, што је подстакло његове напоре у истрази паранормалних случајева. Агенти добијају анонимни позив да их обавесте да је О’Делова преминула. На лицу места их обавештавају да је погинула у саобраћајној несрећи и да је настрадала баш у тренутку када су њих двоје доживели бљесак на путу. Молдер је обавештен да је исушено тело украдено из мртвачнице. Агенти се враћају у свој мотел и проналазе га у пламену, а сви њихови докази су уништени.
Неманова ћерка Тереза контактира агенте за помоћ. Она им каже да се неколико пута будила усред шуме, да се плаши за свој живот, и признаје да има исте белеге; она такође крвари из носа. Терезин отац и детектив, за којег се открило да је Билијев отац, долазе и одводе је. Агенти се распитују о телима прве две жртве и враћају се на гробље; налазе већ ископане гробове, док су ковчези нестали. Молдер схвата да је Били одговоран за довођење жртава у шуму. Враћајући се у шуму, поново наилазе на детектива Мајлса, али чују врисак и проналазе Билија у близини са Терезом у наручју. Наступа бљесак светлости, а Били и Тереза се опорављају неповређени.
Неколико недеља касније, Били је стављен под хипнозу. Присећа се како су он и његови другови из разреда киднаповани у шуми док су славили матуру. Тинејџери су били подвргнути тестовима од стране ванземаљаца, и убијени су када тестови нису успели. Скали даје Блевинсу метални имплантат, једини преостали доказ. Она касније сазнаје од Молдера да Билијеви досијеи нестају. У међувремену, Пушач складишти имплантат, између осталих идентичних имплантата, у огромној просторији за доказе у Пентагону.

## Продукција

### Претпродукција
Када је осмишљавао епизоду, Крис Картер је желео да „преплаши људе”. Запажен утицај на концепцију епизоде имао је Колчак: Ноћни вребач, серија из 1970-их. Ово је довело до идеје да два агента истражују паранормалне догађаје. Приликом осмишљавања ликова Фокса Молдера и Дејне Скали, Картер је одлучио да игра против устаљених стереотипа, чинећи мушки лик верником, а женски скептиком, пошто је потоња улога традиционално припадала мушкарцима на телевизији.
Када је бирао глумце, Картер је имао потешкоћа да пронађе глумицу за Скали. Када је изабрао Џилијан Андерсон за улогу, мрежа Фокс је хтела да је замени. Картер је веровао да су негативно реаговали на кастинг јер „она није имала очигледне квалитете које су руководиоци мреже почели да повезују са хит серијама”. Током њене аудиције, Картер је осетио да је она „сјајна глумица”, а у каснијем интервјуу је додао: „Она је ушла и прочитала улогу са озбиљношћу и интензитетом за које сам знао да лик Скали мора да има и знао сам [ ...] она је била права особа за ту улогу”. Дејвид Дуковни, са друге стране, наишао је на одобравање Фокса. Вилијам Б. Дејвис, који се први пут појавио као негативац Пушач у овој епизоди, првобитно је био на аудицији за већу улогу у епизоди, рекавши: „Ишао сам на аудицију за старијег агента ФБИ-а који је имао три реплике текста. Нисам добио ту улогу — добио сам улогу без текста”.

### Снимање
Главно снимање за епизоду „Пилот” одвијало се 14 дана током марта 1993; уз буџет од 2 милиона америчких долара. Епизода је снимљена у Ванкуверу, у Британској Колумбији, у Канади. Серија је користила област Ванкувера за продукцију у наредних пет година, иако би се продукција преселила у Лос Анђелес од почетка шесте сезоне по жељи  Дејвида Дукавнија.
Сцена смештена на гробљу Беллефлеур снимљена је у Парку краљице Елизабете, што је први пут да је ова локација коришћена за снимање гробља; локација ће касније бити коришћена у исту сврху у епизоди четврте сезоне „Кадиш”. Снимци психијатријске болнице направљени су у напуштеној згради у власништву болнице Ривервју у Коквитламу, што је био први пут да се екипа састала са продуцентом Р. В. Гудвином. Последња сцена је снимљена у складишту докумената које припада седишту канадске телевизијске мреже Knowledge. Канцеларија у истој згради је такође коришћена за састанак у сали на почетку епизоде. Сцене које укључују Пушача захтевале су посебну дозволу за снимање, како би се глумцу Дејвису омогућило да пуши у јавној згради. Сви снимци унутрашњости седишта ФБИ-а снимљени су у главној редакцији Канадске радиодифузне корпорације, пошто је продукцијска екипа открила да канцеларије отвореног плана које су желели да представљају више не постоје, јер су обично биле претворене у кабине. Међутим, откривено је да је рад око распореда емитовања CBC-а био превише тежак, а касније епизоде серије реплицирале су локацију на звучној сцени. Сцене у шуми су снимане на локацији у долини Лин, у резервату Лоуер Симор Конзервејшон — раније познатом као Симор Демонстрејшон Форест. Екипа је потрошила 9.000 долара на изградњу дрвених стаза за опрему, глумце и екипу да би се лако кретали кроз област. Додатне сцене су снимљене у централи BC Hydro; док је Скалин стан био представљен локацијом која се користила само у овој епизоди и трећој епизоди, „Стисак” — коришћење ове локације је прекинуто када је постало очигледно да ће већина обрнутих углова приказати велики паркинг прекопута улице.
Уметник за шминкање Тоби Линдала добио је задатак да направи реквизит који би омогућио глумици Сари Коскоф да симулира крварење из носа пред камером, уместо да користи шминку ван екрана и трикове за уређивање. Међутим, током пробних снимака, цев реквизита је пукла, због чега је крв на сцени почела да цури низ Коскофино чело, а не из њеног носа. Андерсонова је изразио незадовољство због сцене у којој Скали посећује Молдера у његовој мотелској соби у доњем вешу како би га натерала да прегледа сумњиву рану за коју се испоставило да је угриз инсеката. Глумица је сматрала да је та сцена сувише непотребна, рекавши да „заиста није било разлога за то. Уједи су могли бити на мом рамену или тако нешто.” Међутим, Картер је објаснио да је сцена једноставно имала за циљ да истакне платонски однос између двоје главних ликова.

### Постпродукција
Постпродукцијски рад на епизоди је завршен до маја 1993. са финалном верзијом епизоде која је састављена само три сата пре приказивања за директоре Фокса. Снимци екстеријера зграде Џ. Едгар Хувер додати су епизоди, иако су касније епизоде снимале нове спољашње снимке користећи Универзитет Сајмон Фрејзер као резервну локацију. Сцена отмице са Билијем Мајлсом на шумској чистини укључивала је вртлог лишћа који је креиран помоћу компјутерских слика визуелног дизајнера серије Мета Бека; коју је Картер описао као компликованију за постизање од искрцавања у Нормандији.

### Избрисане сцене
Оригинални сценарио даје више увида у Скалину посету Блевинсовој канцеларији. Сцена која је представљена у сценарију смештена је непосредно пре њене посете и одвија се на ФБИ академији у Квантику, у у Вирџинији, где она подучава малу групу полазника о физиологији убистава, посебно о убијању струјом. Њену пажњу одвлачи агент који улази у собу и даје јој поруку на којој пише: „Ваше присуство у Вашингтону тачно у 16:00 сати је обавезно”. Скали проверава свој дигитални сат, који показује 1:03. У најмању руку, већина ове сцене је заправо снимљена, али је сама сцена изостављена из коначне верзије епизоде. Следећа сцена је она у којој Скали извештава рецепционерку у седишту ФБИ-а; сценарио укључује Скали која показује своју значку рецепционерки и дијалог за улогу рецепционерке док говори Скали: „Шеф одељења Блевинс. Трећи спрат, одељење за насилне злочине.” У коначној верзији епизоде, Скалина значка се не појављује ни у једној сцени, а рецепционарка ни не говори.
Две снимљене сцене су исечене из финалне верзије епизоде. Обе су приказивале Тима Рансома као Скалиног дечка Итана Минетеа. У првој, Минете и Скали се састају, а Скали отказује заједничке планове за одмор  због њеног ангажмана на случају Белефлер. Друга сцена накратко приказује Скали како одговара на телефонски позив од Молдера док спава у кревету са Минетеом, иако потоњи нема никакав дијалог. Додавање Скалиног дечка био је покушај челника Фокса да створе романтично интересовање за које су сматрали да не постоји између Молдера и Скали. Картер је на крају открио да је „веома лако” уклонити овај лик из епизоде, како због тога што је његово појављивање успорило сцене у којима су Молдер и Скали заједно, тако и због чињенице да је Картер схватио да ће Скалина потенцијална веза са њеним партнером из ФБИ-а заправо бити занимљивија и узбудљивија од њеног односа са дечком.

## Емитовање и пријем
„Пилот” је премијерно приказан на Фокс-у 10. септембра 1993. године, док је први пут је емитован у Уједињеном Краљевству на каналу BBC Two 19. септембра нардне године. Епизода је добила оцену Нилсеновог домаћинства од 7,9, са уделом од 15, што значи да је отприлике 7,9 процената свих домаћинстава опремљених телевизором и 15 процената домаћинстава која гледају телевизију, пратило ову епизоду. Укупно ју је гледало 7,4 милиона домаћинстава и 12 милиона гледалаца.
На епизоду је добро реаговало неколико будућих чланова екипе. Продуцент и писац Глен Морган сматрао је да је „комбинација елемената филмова Кад јагањци утихну и Блиски сусрет треће врсте” у епизоди било импресивна; такође је осећао да је то била једина заиста страшна серија на телевизији у то време. Писац Хауард Гордон је изјавио да је „пилот епизода заиста успешно поставила тон серије”, приметивши потешкоће које су инхерентне у увођењу премисе серије и њене главне улоге у „четрдесет осам минута” и откривши да је епизода постигла обоје, будући да је „огромна синтеза свих делова”. Картер је такође испричао да је пробно приказивање епизоде за Руперта Мердока и друге руководиоце Фокса дочекано „спонтаним аплаузом”.
Епизоду су генерално добро прихватили и фанови и критичари. Часопис Variety критиковао је епизоду због „коришћења прерађених концепата”, али је похвалио продукцију и истакао њен потенцијал. О глуми, Variety је навео: „Дуковнијево приказивање озбиљног научника са смислом за хумор требало би да придобије партизане, а и Андерсонин скептицизам се добро повезује. Они су солидан тим...”. Variety је такође похвалио сценарио и режију: „Манделова кул режија Картеровог генијалног сценарија и сама вешта презентација дају подстицај ТВ научној фантастици.” Часопис је закључио: „Картеров дијалог је свеж, није самосвестан, а ликови су укључени. Серија почиње са жељом и маштом, што је иновативно на новијој телевизији.” Entertainment Weekly је приметио да је Скали „била постављена као подругљиви скептик” у пилот епизоди, али је током сезоне напредовала у свом веровању. Након емитовања само четири епизоде, часопис је Досије икс назвао „најпараноичнијом, субверзивнијом емисијом на ТВ-у”, напомињући „чудесну напетост између Андерсонове — која сумња у ове догађаје — и Дуковнија, који има уклети изглед правог верника”. Кејт Фипс, који је писао за The A.V. Club, похвалио је епизоду, оценивши је са „А−”. Сматрао је да је премиса епизоде добро функционисала да „постави шаблон” за будуће епизоде, и приметио је да је хемија између Дуковнија и Андерсонове „већ ту” од самог почетка. Мет Хеј, који је писао за веб-сајт Den of Geek, позитивно је оценио епизоду, хвалећи хемију између главних глумаца и квалитет сценарија. Часопис SFX га је 2012. прогласио десетим најбољим ТВ пилотом у жанру научне фантастике и фантастике, рекавши да нам је „донео све што смо очекивали од серије”. Заплет за "Пилот" је такође адаптиран као роман за младе 1995. године од стране Лес Мартина, под насловом X Marks the Spot.